# Chrysler Horizon
Chrysler Horizon er en hatchback udviklet af Chrysler Europe og fremstillet og markedsført i modelårene 1978-1987 under mærkerne Simca, Chrysler og Talbot. Chrysler Horizon havde tværliggende frontmotor og forhjulstræk, og afløste modellerne Simca 1100 og Hillman Avenger.
Chrysler havde med forgængeren Hillman Avenger forsøgt at udvikle en bil til det globale marked, men Avenger havde skuffet kommercielt, og Horizon blev den første Chrysler, hvor det lykkedes at skabe en succesfuld verdensbil. Horizon blev udviklet sideløbende med Chryslers Dodge Omni/Plymouth Horizon. På trods af de ydre ligheder var der dog tale om væsentlige forskelle på den europæiske og den amerikanske udgave af modellen.

## Udvikling
Horizon blev udviklet af Chrysler Europe under kodenanvet C2. Bilens design blev udviklet i Storbritannien og den tekniske udvikling i Frankrig i Simcas i Poissy. Chrysler havde et presserende behov for at finde en afløser til de aldrende modeller Simca 1100 og Hillman Avenger, og Horizon var i al væsentlighed en forkortet udgave af den større Simca 1307/Chrysler Alpine, hvilket gjorde Horizon usædvanlig bred i forhold til bilens længde.
Horizon skulle være en "verdensbil" udviklet til købere på begge sider af Atlanten, men den nordamerikanske og den europæiske model afveg på væsentlige punkter fra hinanden. Den europæiske Horizon blev udstyret med tværliggende 1.1, 1.3 og 1.5 liter motorer fra Simca, 4-trins manuelt gear og torsionstav.
Introduktionen af Horizon betød afslutningen på produktionen af den aldrende Simca 1000. Chrysler (og senere PSA) bibeholdt produktionen af Simca 1100 i Poilly, men de to modeller konkurrerende i det samme købersegment, og salget af Simca 1100 dalede kraftigt ved introduktionen af Horizon og Simca 1100 blev taget ud af produktion i 1981. I Storbritannien blev Horizon solgt sideløbende med den baghjulstrukne sedan Hillmann Avenger, da det mere konservative britiske marked ikke var begejstrede for hatchbacks, ligesom PSA fortsatte produktionen af den baghjulstrukne Chrysler Sunbeam indtil 1981.

## Modtagelse
Chrysler Horizon blev introduceret på markedet i sommeren 1978 i LS og GL varianter og blev solgt som Chrysler Horizon, bortset fra i Frankrig, hvor den blev solgt som Simca Horizon. Bilen i en SX variant blev udstillet på Paris Motor Show i oktober 1978, hvor den tiltrak sig opmærksomhed for dens innovative trip-"computer", der i realtid kunne beregne bilens brændstofforbrug, en nyskabelse på det tidspunkt.
Bilen modtog positive anmeldelser af motorpressen, der bl.a. roste bilens køreegenskaber, og Chrysler Horizon blev i 1979 kåret til Årets Bil i Europa.

## Produktion i modellens levetid
Chrysler solgte i 1978 sine europæiske aktiviteter til Groupe PSA (Peugeot/Citroën) for 1$, og Peugeot overtog herefter ansvaret for Horizon. Peugeot opgav Chysler- og Simca-navnene, og bilen blev fra 1979 markedsført i hele Europa under det genoplivede mærke Talbot.
PSA foretog i 1981 et mindre facelift af Horizon. Modellen havde vist sig mindre konkurrencedygtig i et marked, der var domineret af VW Golf (der var fire år ældre), Opel Kadett og Ford Escort. Rust var også et alvorligt problem for den første udgave af Horizon.
PSA introducerede en ny mere gennemgribende faceliftet udgave af Horizon, kaldet "Series II 5 Speed", i juli 1982. Den faceliftede model havde en 5-trins gearkasse udviklet af PSA, og som blev anvendt i Citroën BX (og senere i Peugeot 309). Kofangerne var malet sorte og hattehylden løftet for at gøre bagagerummet større. Omdrejningstælleren ændret, så den i 1980'er stil blev gjort elektronisk med lysdioder.
Atter et facelift fulgte i 1985 med ændringer i kabine og instrumentbræt, ligesom dørhåndtagene blev ændret. PSA skar også ned på antallet af udstyrpakker, ligesom farvevarianterne blev indskrænket. Horizon kunne ved introduktionen fås en en række markante farver, men efter 1985/86 blev de fleste eksemplarer malet i en bleg grøn eller flødefarve.
Horizon blev primært bygget på de tidligere Simcafabrikker i Poissy i Frankrig. I januar 1982 blev produktion af Horizon påbegyndt i Ryton-fabrikkerne i Storbritannien. Modellen blev også fremstillet i Spanien og i Finland af Saab-Valmet fra 1979 og frem. De finske Talbot Horizons blev fremstillet med mange dele fra Saab, særlig kabinen og det elektriske system. Produktionen i Frankrig og Storbritannien ophørte i juni 1986 og i Spanien og Finland i 1987. Ved ophøret af produktionen ophørte også produktionen af den sidste personbil solgt under Talbot-mærket.
Som følge af problemerne med rust, er der i dag bevaret ganske få eksemplarer af modellen.

## Galleri
- Chrysler Horizon
- Interiør (1978 Chrysler Horizon GL)
- Talbot Horizon i flødefarvet bemaling
- Talbot Horizon set bagfra
- Talbot Horizon i profil